# Mittenothamnium aptychella
Mittenothamnium aptychella är en bladmossart som beskrevs av Jules Cardot 1913. Mittenothamnium aptychella ingår i släktet Mittenothamnium och familjen Hypnaceae. Inga underarter finns listade i Catalogue of Life.